# 石垣綾子

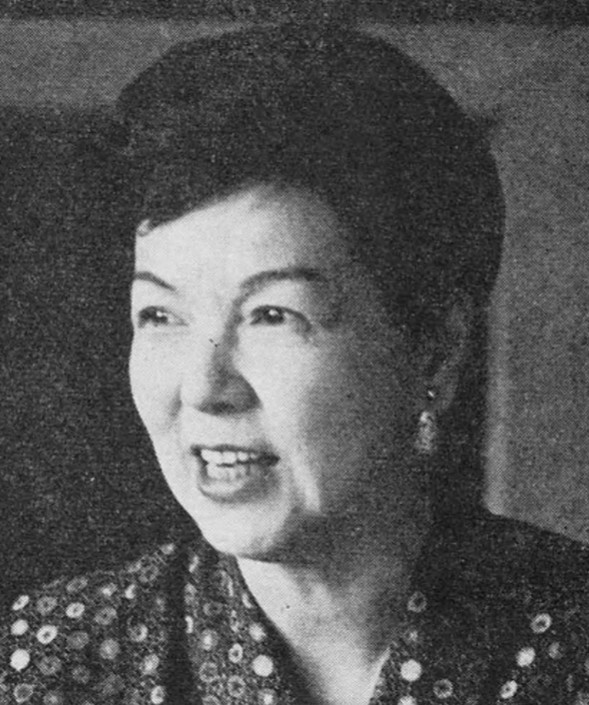
石垣綾子（1963年）

石垣 綾子（いしがき あやこ、1903年9月21日 - 1996年11月12日）は、日本の女性問題評論家、社会運動家。旧姓・田中。

## 来歴

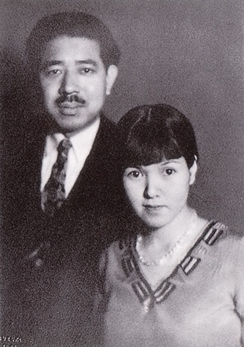
石垣綾子・栄太郎夫妻（1927年）

陸軍幼年学校物理学教授田中三四郎の二女として東京に生まれる。母親を幼少期に亡くし、父親の手で育つ。府立第一高女に学び、ＹＭＣＡの英語クラス、バイブル・クラスに通って社会運動にふれる。自由学園卒業。警察に検挙されたことをきっかけに、家族の勧めにより、1926年に外交官としてワシントンに赴任する姉夫婦とともに米国に渡り、反戦・社会運動に参加する。姉夫婦宅を飛び出し、ニューヨークで知り合った日系移民の画家・石垣栄太郎と1929年に結婚し、店員や工員として働く。
1929年から1937年の間に、ジャック白井とも知り合い、親交を持っていたとされる（後述の手記「オリーブの墓標」はジャック白井をメインに据えている）。
満州事変が起こると、"The New Masses"や"China Today"などニューヨークのマルキスト雑誌に投稿を始め、1937年にはアメリカ共産党の下部組織American League for Peace and Democracyに雇われ、西海岸のオーガーナイザーに任命された。ロサンゼルスに移り、日本語新聞「羅府新報」のコラムニストになり、女性の権利や反戦について主婦向けの記事を連載した。同年ニューヨークに戻り、中国を支援する講演巡業を引き受け、1940年にはハル・マツイの筆名で英語の小説"Restless Wave"を執筆。同書はハルの自伝の形をとったフィクションで、好日的な態度の日系米人を批判し、好評を博した。日中戦争、太平洋戦争中は、日本兵に対する反戦の呼びかけ運動を行うとともに、米軍に協力して夫とともに、米軍の対日プロパガンダ機関である戦時情報局で伝単作成にも携わった。
戦後も戦時情報局に5年務めるなど米国政府に貢献したが、アグネス・スメドレーら左翼活動家との交流が嫌われ、1951年にマッカーシズムにより、国外退去となった夫に伴い帰国。
帰国後、『婦人公論』1955年2月号に発表した「主婦という第二職業論」で「第一次主婦論争」の火蓋を切る。以後テレビや雑誌に多数登場し、女性問題で活躍した。その女性論はしかし、裕福な家庭に生まれ優れた能力を持ち理解ある伴侶に恵まれた者のブルジョワ女性解放論でしかなく、むやみと「愛」を強調するばかりだという意見もある。1958年、夫の栄太郎に死別し、1967年、イタリア在住の画家・別府貫一郎と再婚。
滞米時に交友があった、パール・バックの作品の翻訳、アグネス・スメドレー伝などが著名である。

## 親族
父親の田中三四郎は1873年に京都府平民・田中元三郎の次男として生まれ、6歳のときに叔父・田中三四郎の絶家を再興、1898年東京帝国大学理科大学物理科を卒業し、1900年に陸軍幼年学校教授となり、1911年第六高等学校教授、その後山形高等学校教授を務めた。なお、夏目漱石の『三四郎』は、早稲田南町の夏目家と田中家が近所であったことから、漱石が田中三四郎の表札を見て、主人公の名を思いついたと言われる。
姉の輝子は東京府立第一高等女学校卒業後、外務事務官の佐藤敏人と結婚し、夫とともに1926年渡米。敏人は東京大学政治科卒業後、シアトル領事館員、在サンフランシスコ日本総領事（1939-1940）などを務めた。敏人の父・佐藤潤象（みつかめ）は熊本の士族の出で、熊本県の農商務林務官を経て、韓国政府の農工商部に勤務ののち、大倉喜八郎と釜山埋築会社を設立、朝鮮瓦斯電気会社、朝鮮中央鉄道会社の創立メンバーとして重役に就任し、1924年に熊本選出の衆議院議員となった人物。輝子と敏人の長男・佐藤晃一はホテルオークラの社長・会長を歴任した。

## 著書

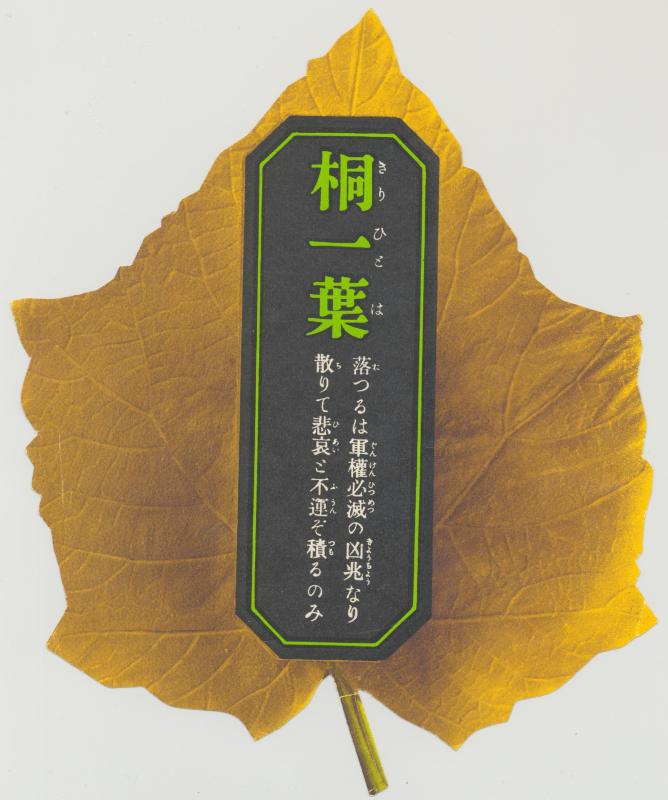
『桐一葉』と呼ばれる石垣が作成した伝単。

- 「Restless wave　憩なき波」マツイ・ハルの筆名での英文の自伝著作, 1940年刊
  - 『憩なき波 私の二つの世界』佐藤共子訳、未來社, 1990。日本語版まえがき追加
- 『二十五年目の日本』筑摩書房, 1951
- 『病めるアメリカ』東洋経済新報社, 1953
- 『女は自由である』文藝春秋新社, 1955
- 『女は太陽の如く 新しい生き方』河出新書, 1955
- 『近代日本恋愛史』角川書店, 1957
- 『夫婦 愛と惑いの記録』光文社, 1957
- 『女のよろこび』三一書房 三一新書, 1957
- 『愛と別れ 追憶の記』光文社, 1958
- 『女性の生きかた』人文書院, 1958
- 『愛することについて』青春出版社・新書, 1959
- 『今日の女性たち あたらしい歩み』人文書院, 1959
- 『私の爪あと』東都書房, 1960。新版「人間の記録」日本図書センター, 1998
- 『女論 女であることの喜びと悲しみ』白凰社, 1962
- 『幸福になる生きかた』青春出版社・新書, 1962
- 『ソ連北欧おんな旅』白凰社, 1963
- 『結婚生活の知恵 幸福な愛と性のガイド』講談社ミリオン・ブックス, 1964
- 『赤いおんな』オリオン社, 1964。ソ連紀行
- 『愛の聖書』集英社コンパクト・ブックス, 1965
- 『回想のスメドレー』みすず書房, 1967。三省堂、1976。現代教養文庫, 1987
- 『愛をささえるもの 不安と歓喜との調和』大和書房, 1969
- 『オリーブの墓標 スペイン戦争と一人の日本人』立風書房, 1970
  - 改題「スペインに死す」新版1978。改題「スペインで戦った日本人」朝日文庫, 1989
- 『愛についての告白 男として女として』石垣栄太郎共著 平和書房, 1971
- 『つらぬきとおす愛 女として大切な勇気と決意』大和書房, 1971
- 『さらばわがアメリカ 自由と抑圧の25年』三省堂, 1972
- 『いのちは燃える 自由と可能性を求めて』偕成社, 1973
- 『猛女猛獣と戦う 人間の原点を求めて』日本経済通信社, 1973
- 『愛ある限り 若き日のスメドレー』偕成社, 1975
- 『もとめゆく愛』大和書房, 1975
- 『愛と自由への飛翔 自伝的人生論のこころみ』一光社, 1980
- 『美しく重ねる年輪 しなやかに生きる女の処方箋』海竜社, 1980。三笠書房知的生きかた文庫, 1987
- 『我が愛 流れと足跡』新潮社, 1982。改題「わが愛、わがアメリカ」ちくま文庫, 1991
- 『いくつになっても人生は愉しい』海竜社, 1982
- 『若く美しく生きる方法』日本経済通信社, 1982(NKTブックス)
- 『美しき出会い 回想の18人』ドメス出版, 1983
- 『箱の中の人形たちよ 「主婦第二職業論」その後』労働教育センター, 1984
- 『わたしの快老学』海竜社, 1984
- 『アメリカに学ぶこと パール・バックの人生論』岩波ジュニア新書, 1985
- 『女はいつも花のとき』PHP研究所, 1985
- 『人生は六十過ぎが面白い』海竜社, 1986
- 『わが愛の木に花みてり　女の自叙伝』婦人画報社, 1987
- 『海を渡った愛の画家 石垣栄太郎の生涯』御茶の水書房, 1988
- 『はつらつ人生の秘訣 愉しく生きる老いの処方箋』海竜社, 1988
- 『生きることは挑戦することである 生き方についての458の処方箋』海竜社, 1990
- 『人生に余生はない ひとり暮らしの快老学』海竜社, 1992
- 『石垣綾子日記　上・下』岩波書店, 1996。1946-51年の日記

## 共編
- 新しい女性 全5巻 阿部知二,羽仁説子共編 河出書房, 1956

## 翻訳
- 神の人々 パール・バック 毎日新聞社, 1952
- 男とは女とは パール・バック 新評論社, 1953
- 女の子は男の子の何を知りたいか アーサー・アンガー,カーメル・バーマン ビデオ出版, 1964
- 若き女性のための人生論 パール・バック 角川文庫, 1966
- アグネス・スメドレー炎の生涯 ジャニス・R.マッキンノン,スティーヴン・R.マッキンノン　坂本ひとみ共訳 筑摩書房, 1993

## 出演
- わたしの自叙伝「石垣綾子〜大恐慌のアメリカに生きて〜」（1979年9月13日、NHK）[12]